# Monedes d'euro d'Alemanya
Les monedes d'euro d'Alemanya són la moneda de curs legal d'aquest país, tenen tres dissenys separats per a les tres sèries de monedes. Les monedes d'1 cèntim, 2 cèntims i 5 cèntims van ser dissenyades per Rolf Lederbogen, el disseny de les monedes de 10 cèntims, 20 cèntims i 50 cèntims va ser creat per Reinhard Heinsdorff i els de les monedes d'1 i 2 euros van ser fetes per Heinz Hoyer i Sneschana Russewa-Hoyer. A tots els dissenys destaquen les 12 estrelles de la UE i l'any d'encunyació.
A més de l'any, les monedes alemanyes també presenten una lletra com a marca de seca que indica la seca en particular que va encunyar la moneda.
A: Berlín
D: Múnic
F: Stuttgart
G: Karlsruhe
J: Hamburg
Les lletres es van assignar a les seques per l'ordre que van obrir. Les seques de Hannover/Viena (B), Frankfurt del Main (C), Dresden/Muldenhütte (E) i Darmstadt (H) han estat tancades des de llavors; l'última, Muldenhütte, el 1953.

## Història
L'1 de gener de 1999 Alemanya es va incorporar a la zona euro, fet que va marcar la introducció de l'euro com a futur mitjà de pagament. Les primeres monedes es van emetre al públic en "kits d'inici" a partir del 17 de desembre de 2001. Els col·leccionistes i els bancs les van poder obtenir abans com a part del que es coneix com a "càrrega anticipada". Com totes les altres monedes i bitllets d'euro, es van acceptar com a mitjà de pagament l'1 de gener de 2002.

## Peces encunyades per any
|                                                               | €0,01   | €0,02  | €0,05  | €0,10   | €0,20   | €0,50   | €1,00   | €2,00   |
| ------------------------------------------------------------- | ------- | ------ | ------ | ------- | ------- | ------- | ------- | ------- |
| 2002                                                          | 4.840   | 2.01,4 | 2.904  | 4.268.4 | 2.300.5 | 2.156.9 | 2.186.9 | 1.448.0 |
| 2003                                                          | *       | 718.0  | *      | 146.0   | 190.5   | 110.2   | 80.2    | 115.8   |
| 2004                                                          | 1,400.0 | 635.1  | 560.0  | 78.1    | 49.8    | 193.2   | 241.1   | 73.9    |
| 2005                                                          | 600.0   | 365.1  | 220.0  | *       | 40.0    | *       | 59.8    | *       |
| 2006                                                          | *       | 575.0  | 135.1  | *       | 195.1   | *       | *       | *       |
| 2007                                                          | 597.1   | 500.0  | 262.0  | *       | 108.2   | *       | *       | *       |
| 2008                                                          | 506.0   | 400.0  | 146.0  | *       | 78.8    | *       | *       | 56.9    |
| 2009                                                          | 500.0   | 295.1  | 198.0  | *       | 108.0   | *       | *       | *       |
| 2010                                                          | 472.0   | 364.0  | 199.1  | *       | 122.0   | *       | *       | 98.0    |
| 2011                                                          | 592.0   | 502.0  | 296.0  | *       | 165.1   | *       | *       | 118.9   |
| 2012                                                          | 521.00  | 387.00 | 209.00 | 0       | 106.00  | 0       | 0       | 0       |
| 2013                                                          | 300.00  | 300.00 | 160.00 | 0       | 80.00   | 0       | 0       | 0       |
| 2014                                                          | 330.00  | 309.00 | 160.00 | 0       | 96.00   | 0       | 0       | 28.00   |
| 2015                                                          | 431.00  | 380.00 | 164.00 | 0       | 114.00  | 0       | 0       | 0       |
| 2016                                                          | 583.00  | 507.00 | 246.00 | *       | 192.00  | *       | *       | 71.00   |
| * Sols es van emetre monedes en petites quantitats per a sets |         |        |        |         |         |         |         |         |

## Disseny
| 0,01 €                                                         | 0,02 €                                                         | 0,05 € |
| -------------------------------------------------------------- | -------------------------------------------------------------- | --- |
| Rameta de roure alemany.                                       |                                                                | |
| 0,10 €                                                         | 0,20 €                                                         | 0,50 € |
| La Porta de Brandenburg com a símbol de divisió i unitat.      |                                                                | |
| 1,00 €                                                         | 2,00 €                                                         | 2 € (cantell) |
| Interpretació del Bundesadler, símbol de la sobirania alemanya | Interpretació del Bundesadler, símbol de la sobirania alemanya | "EINIGKEIT UND RECHT UND FREIHEIT" (Unitat i Justícia i Llibertat), lema nacional d'Alemanya i l'inici de l'himne nacional d'Alemanya. |

## Monedes commemoratives d'euro

### Monedes commemoratives de 2 euros

#### German Bundesländer
Alemanya va iniciar la sèrie de monedes commemoratives Die 16 Bundesländer der Bundesrepublik Deutschland (els 16 estats de la República Federal d'Alemanya) l'any 2006, per continuar fins al 2021. L'any en què s'emet la moneda d'un estat concret coincideix amb la presidència d'aquest estat al Bundesrat. El 2018, Daniel Günther, el ministre president de Schleswig-Holstein, es va convertir en el president del Bundesrat per un mandat d'un any. Com que l'any 2006 ja s'havia encunyat una moneda de Schleswig-Holstein, es va decidir endarrerir l'emissió de les monedes dels estats restants per un any. En lloc d'honorar un estat el 2019, la moneda encunyada commemora els 70 anys de la constitució del Consell Federal alemany o Bundesrat. Per tant, les tres últimes monedes de la sèrie es van ajornar al 2020, 2021 i 2022, respectivament. Les monedes emeses són:
| Any  | Nombre | Estat                  | Disseny                                    |
| ---- | ------ | ---------------------- | ------------------------------------------ |
| 2006 | 1      | Schleswig-Holstein     | Holstentor a Lübeck                        |
| 2007 | 2      | Mecklenburg-Vorpommern | Castell de Schwerin                        |
| 2008 | 3      | Hamburg                | St. Michael's Church                       |
| 2009 | 4      | Saarland               | Ludwigskirche a Saarbrücken                |
| 2010 | 5      | Bremen                 | Ajuntament i Roland                        |
| 2011 | 6      | North Rhine-Westphalia | Catedral de Colònia                        |
| 2012 | 7      | Bavaria                | Castell de Neuschwanstein                  |
| 2013 | 8      | Baden-Württemberg      | Monestir de Maulbronn                      |
| 2014 | 9      | Lower Saxony           | Església de Sant Miquel de Hildesheim      |
| 2015 | 10     | Hesse                  | Església de Sant Pau de Frankfurt del Main |
| 2016 | 11     | Saxony                 | Palau de Zwinger Dresden                   |
| 2017 | 12     | Rhineland-Palatinate   | Porta Nigra                                |
| 2018 | 13     | Berlin                 | Palau de Charlottenburg                    |
| 2019 | 14     |                        | Preußisches Herrenhaus de Prussia          |
| 2020 | 15     | Brandenburg            | Sanssouci                                  |
| 2021 | 16     | Saxony-Anhalt          | Catedral de Magdeburg                      |
| 2022 | 17     | Thuringia              | Castell de Wartburg a Eisenach             |

| Any  | Nombre | Estat                  | Disseny                   |
| ---- | ------ | ---------------------- | ------------------------- |
| 2023 | 1      | Hamburg                | Elbphilharmonie a Hamburg |
| 2024 | 2      | Mecklenburg-Vorpommern |                           |
| 2025 | 3      | Saarland               |                           |
| 2026 | 4      | Bremen                 |                           |
| 2027 | 5      | North Rhine-Westphalia |                           |
| 2028 | 6      | Bavaria                |                           |
| 2029 | 7      | Baden-Württemberg      |                           |
| 2030 | 8      | Lower Saxony           |                           |
| 2031 | 9      | Hesse                  |                           |
| 2032 | 10     | Saxony                 |                           |
| 2033 | 11     | Rhineland-Palatinate   |                           |
| 2034 | 12     | Berlin                 |                           |
| 2035 | 13     | Schleswig-Holstein     |                           |
| 2036 | 14     | Brandenburg            |                           |
| 2037 | 15     | Saxony-Anhalt          |                           |
| 2038 | 16     | Thuringia              |                           |

#### Altres monedes de 2 euros
| Any  | Motiu                                                       |
| ---- | ----------------------------------------------------------- |
| 2007 | 50 anys de la signatura del Tractat de Roma                 |
| 2009 | 10 aniversari de la creació de la Unió Monetària Europea    |
| 2012 | 10 aniversari de la introducció de l'euro                   |
| 2013 | Treaty 50 aniversari del Tractat de l'Elisi                 |
| 2015 | 25 aniversari de la reunificació                            |
| 2015 | 30 aniversari de l'adopció de la bandera de la Unió Europea |
| 2018 | 100 aniversari del naixement de Helmut Schmidt              |
| 2019 | 30 aniversari de la caiguda del mur de Berlín               |
| 2020 | 50 aniversari de la Genuflexió de Varsòvia                  |

### Altres monedes commemoratives d'euro[5]
| Any  | Valor | Motiu                                                                        | Aliatge | Tirada    |
| ---- | ----- | ---------------------------------------------------------------------------- | ------- | --------- |
| 2002 | 10€   | Introducció de l'euro                                                        | Plata   | 2.400.000 |
| 2002 | 100€  | Introducció de l'euro                                                        | Or      | 10.000    |
| 2002 | 200€  | Introducció de l'euro                                                        | Or      | 10.000    |
| 2002 | 10€   | 100 anys de la creació de l'U-Bahn d'Alemanya                                | Plata   | 2.400.000 |
| 2002 | 10€   | Certamen d'art documenta                                                     | Plata   | 2.400.000 |
| 2002 | 10€   | Illa dels Museus                                                             | Plata   | 2.300.000 |
| 2002 | 10€   | 50 aniversari de la televisió alemanya                                       | Plata   | 2.290.000 |
| 2003 | 10€   | 100 aniversari del Deutsches Museum                                          | Plata   | 2.400.000 |
| 2003 | 10€   | 200 aniversari del naixement de Justus von Liebig                            | Plata   | 2.400.000 |
| 2003 | 10€   | Copa del Món de Futbol de 2006                                               | Plata   | 3.900.000 |
| 2003 | 10€   | Insurrecció del 17 de juny                                                   | Plata   | 2.400.000 |
| 2003 | 10€   | Àrea industrial del Ruhr                                                     | Plata   | 2.400.000 |
| 2003 | 100€  | Quedlinburg                                                                  | Or      | 80.000    |
| 2003 | 10€   | 200 aniversari de Gottfried Semper                                           | Plata   | 2.400.000 |
| 2004 | 10€   | Copa del Món de Futbol de 2006                                               | Plata   | 4.400.000 |
| 2004 | 10€   | Bauhaus                                                                      | Plata   | 2.100.000 |
| 2004 | 10€   | Creixement de la UE                                                          | Plata   | 2.100.000 |
| 2004 | 10€   | Parcs Nacionals de la Mar de Wadden                                          | Plata   | 2.100.000 |
| 2004 | 10€   | 200 aniversari del naixement d'Eduard Mörike                                 | Plata   | 2.100.000 |
| 2004 | 100€  | Bamberg                                                                      | Or      | 80.000    |
| 2004 | 10€   | Laboratori orbital Columbus                                                  | Plata   | 2.100.000 |
| 2005 | 10€   | Copa del Món de Futbol de 2006                                               | Plata   | 4.500.000 |
| 2005 | 100€  | Copa del Món de Futbol de 2006                                               | Or      | 70.000    |
| 2005 | 10€   | Parc Nacional del Bosc de Baviera                                            | Plata   | 2.100.000 |
| 2005 | 10€   | 200 aniversari de la mort de Friedrich von Schiller                          | Plata   | 2.100.000 |
| 2005 | 10€   | 100 anys de la Teoria de la Relativitat de Einstein                          | Plata   | 2.100.000 |
| 2005 | 10€   | 1.200 aniversari de la ciutat de Magdeburg                                   | Plata   | 2.100.000 |
| 2005 | 10€   | 100 aniversari de l'obtenció del Premi Nobel de la Pau de Bertha von Suttner | Plata   | 2.100.000 |
| 2006 | 10€   | 250 aniversari del naixement de Mozart                                       | Plata   | 1.900.000 |
| 2006 | 10€   | Copa del Món de Futbol de 2006                                               | Plata   | 4.300.000 |
| 2006 | 10€   | 225 aniversari del naixement de Karl Friedrich Schinkel                      | Plata   | 1.900.000 |
| 2006 | 10€   | 800 aniversari de Dresden                                                    | Plata   | 1.900.000 |
| 2006 | 10€   | 650 anys de la Lliga Hanseàtica                                              | Plata   | 1.900.000 |
| 2006 | 100€  | Weimar, Patrimoni Mundial de la UNESCO                                       | Or      | 70.000    |
| 2007 | 10€   | 50 anys de l'annexió de Saarland                                             | Plata   | 1.900.000 |
| 2007 | 10€   | 50 anys de la signatura del Tractat de Roma                                  | Plata   | 1.900.000 |
| 2007 | 10€   | 145 aniversari del naixement de Wilhelm Busch                                | Plata   | 1.900.000 |
| 2007 | 10€   | 50 aniversari de la creació del Banc Federal Alemany                         | Plata   | 1.900.000 |
| 2007 | 100€  | Lübeck, Patrimoni Mundial de la UNESCO                                       | Or      | 66.000    |
| 2007 | 10€   | 800 aniversari del naixement d'Elisabet d'Hongria                            | Plata   | 1.900.000 |
| 2008 | 10€   | 200 aniversari del naixement de Carl Spitzweg                                | Plata   | 1.760.000 |
| 2008 | 10€   | 150 aniversar del naixement de Planck                                        | Plata   | 1.760.000 |
| 2008 | 10€   | 152 aniversari del naixement de Franz Kafka                                  | Plata   | 1.760.000 |
| 2008 | 10€   | 50 anys de la construcció del vaixell Gorch Fock                             | Plata   | 1.760.000 |
| 2008 | 100€  | Goslar, Patrimoni Mundial de la UNESCO                                       | Or      | 64.000    |
| 2008 | 10€   | Disc de Nebra                                                                | Plata   | 1.760.000 |
| 2009 | 10€   | Campionat del Món d'atletisme de 2009 a Berlín                               | Plata   | 1.890.000 |
| 2009 | 10€   | 400 anys de les Lleis de Kepler                                              | Plata   | 1.843.000 |
| 2009 | 10€   | 100 anys de la Exhibició Aeroespacial Internacional                          | Plata   | 1.850.000 |
| 2009 | 10€   | 600 anys de la Universitat de Leipzig                                        | Plata   | 1.813.000 |
| 2009 | 10€   | 100 de la creció del primer Hostel per part de Richard Schirrmann            | Plata   | 1.810.000 |
| 2009 | 100€  | Trèveris, Patrimoni Mundial de la UNESCO                                     | Or      | 64.000    |
| 2009 | 10€   | 100 aniversari del naixement de Marion Dönhoff                               | Plata   | 1.800.000 |